# Eois nigrinotata
Eois nigrinotata är en fjärilsart som beskrevs av W. Warren 1907. Eois nigrinotata ingår i släktet Eois och familjen mätare. Inga underarter finns listade i Catalogue of Life.